# Opportunity
Opportunity (Mars Exploration Rover - B, MER-B), NASA-in robotski rover na Marsu, bio je drugi iz programa Mars Exploration Rovers. Lansiran je 7. srpnja 2003. godine, a na ravnicu Meridiani Planum sletio je 25. siječnja 2004. U razdoblju od 2006. do 2008. istraživao je krater Victoriju, širokog 200 m. Nakon toga je krenuo prema krateru Endveaour do kojeg je stigao u kolovozu 2011. Istraživao ga je sve do 10. lipnja 2018., kada je pješčana oluja iznenada zatamnila solarne panele, te je rover izgubio energije.
Misija je proglašena završenom 13. veljače 2019. Opportunity je najdugovječniji rover na Marsu, s 5112 sola (marsovih dana), operativnosti.